# Мар'ян Іґнацій Моравський
о. Мар'ян Моравський, чи Мар'ян Іґнацій Держикрай-Моравський пол. Marian Ignacy Morawski; (15 серпня 1845, Фрайвальдау — 6 травня 1901, Краків) — релігійний та освітній діяч, ректор Тернопільського навчального закладу єзуїтів.

## Біографія
Батько — Войцех, власник маєтку в Опорові (Познанське воєводство), мати — Марія Грохольська. Мар'ян Іґнацій — найстарший син у родині. Навчався в колегіумі єзуїтів Сен-Клемен у місті Мец. У 1879 році став директором конвікту єзуїтів у Тернополі, а 15 січня 1880 став ректором навчального закладу єзуїтів у місті. Вважав Тернопіль містом, не відповідним для роботи закладу, тому запропонував галицькому провінціалу ордену о. Генрикові Яцковському підшукати інше місце.
Автор багатьох праць.